# Югоизточни Съединени щати
Югоизточните Съединени щати (на английски: Southeastern United States) се отнасят до регион в югоизточната част на САЩ. Според федералното правителство на САЩ регионът включва щатите:
- Алабама
- Арканзас
- Вирджиния
- Делауеър
- Джорджия
- Луизиана
- Мериленд
- Мисисипи
- Северна Каролина
- Тексас
- Тенеси
- Флорида
- Южна Каролина